# Crossopriza soudanensis
Crossopriza soudanensis (лат.) — вид пауков-сенокосцев рода Crossopriza (Smeringopinae, Pholcidae). Распространён в Афротропике (Буркина-Фасо, Мали).

## Описание
Мелкие пауки-сенокосцы, длина тела около 3,5 мм, ширина карапакса 1,45 мм, длина ног до 4 см. Окраска бледная, обесцвеченная; первоначальная окраска (Millot 1941), очевидно, сходна с другими наземными близкими видами. Габитус сходен с Crossopriza sahtan и Crossopriza . Глазничная область слегка приподнята. Глубокая грудная ямка и пара борозд, расходящихся от ямки к заднему краю. Клипеус не изменен, только ободок более склеротизирован, чем у самки. Грудина шире длины (1,05/0,65), немодифицирована. Брюшко слегка удлинённое, сзади сверху едва приподнято, округлое. Биология не исследована.

## Систематика
Вид был впервые описан в 1941 году французским арахнологом Jacques Millot (1897—1980), а его валидный статус подтверждён в ходе родовой ревизии и исследования разнообразия пауков Африки и Азии, проведённой в 2022 году немецким арахнологом Бернхардом Хубером (Bernhard Huber, Alexander Koenig Research Museum of Zoology, Бонн, Германия). Легко отличить от близких видов по деталям пальп самцов (вершина прокурсуса с окаймленным прозрачным отростком; форма дистального бульбального склерита); от единственного географически близкого сородича (Crossopriza illizi) также по хелицерам самцов без модифицированных волосков на лобной поверхности; от многих близких видов также по гениталиям самок (эпигинум с удлинёнными карманами; округлые поровые пластинки далеко друг от друга; похож на C. illizi).